# Musée romain de Vallon
Le Musée romain de Vallon est un musée archéologique de la cité romaine d'Aventicum, il est situé à 5 km au nord de Payerne et à 6 km à l’ouest d’Aventicum (Avenches), capitale de l’Helvétie romaine.

## Les  fouilles
16 décembre 1970, lors de la pose d'une canalisation d'eau, des fragments de tuiles romaines et d'enduits peints de couleur sont découverts. À l'automne 1981 et au printemps 1982, lors de sondages en prévision de la construction d'une maison, des travaux mirent au jour plusieurs pièces avec des sols conservés, de vastes couches de démolition ainsi qu'une route romaine.
Ensuite, en mai et juin 1985, une mosaïque qui montre un belluaire et un ours est découverte. Une année plus tard, le site est protégé.

## Découvertes
Les principales découvertes du musée sont les vestiges d'un établissement dont le plan connu en forme de L mesure 160 m de longueur par 20 m de largeur. L'édifice se compose au total de trois corps de bâtiment flanqués d'un long portique de façade à colonnades et arcades qui distribue une quarantaine de pièces. Ont été également mis au jour, les deux mosaïques de la "venatio" et de "Bacchus et Ariane" intégralement conservées et une construction à trois nefs rythmée par quatre rangées de piliers à l'est.
Ouverture en 2000.

## Le bâtiment du musée
Le bâtiment a été conçu en forme de "L" afin de respecter la forme d'origine de l'établissement romain. Il est situé sur les lieux mêmes où se trouvait la villa gallo-romaine de Vallon.